# 587 Hypsipyle
587 Hypsipyle è un asteroide della fascia principale. Scoperto nel 1906, presenta un'orbita caratterizzata da un semiasse maggiore pari a 2,3346598 UA e da un'eccentricità di 0,1677312, inclinata di 25,00290° rispetto all'eclittica.
Ipsipile è un personaggio della mitologia greca, regina dell'isola di Lemno ebbe due figli da Giasone.